# Gorski kotar

Gorski kotar elhelyezkedése Horvátországban

A Gorski kotar (vagy magyarul Hegyvidék) Horvátország földrajzi és történelmi régiója az ország nyugati részén, Tengermellék-Hegyvidék megyében. Erdős-hegyes terület, melynek központja Delnice városa. Területe 1700 km², lakosainak száma mintegy 30 ezer fő.

## Fekvése
A Gorski kotar Horvátország nyugati részén, Lika és Szlovénia között fekszik. A Dinári fennsík ezen viszonylag keskeny övezetében fontos közlekedési utak haladnak keresztül, melyek Közép-Európát és az Adria északi részével kötik össze. 

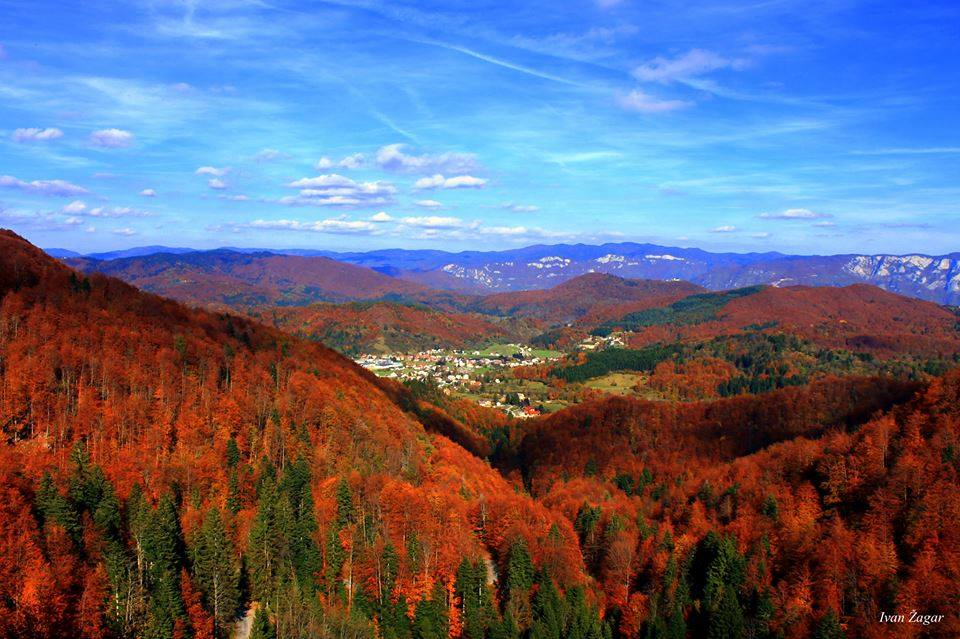
Čabar vidéke ősszel

Északi határa a Čabranka forrásától, a Čabranka és a Kulpa folyó mentén Zdihovoig tart. Ez egyben a történelmi államhatár Szlovéniával is. Északnyugati határa a Čabranka forrásától Preziden és a Čabarska Policán át, az Obruč nyugati lejtőin Klana felé, a történelmi, természetföldrajzi és etnikai határon húzódik. A 4. század közepe óta itt húzódott a római limes, amelyet a rómaiak Fiumétől Prezidig építettek, erődítményekkel és tornyokkal, hogy megvédjék magukat az illír japod törzs támadásaitól. Itt válik el a horvát hegytömb a szlovén Snežnik-hegységtől. Délnyugati határa Obruč lejtőjén halad át a Grobničko polje, a Kamenjak, a Hum, a Draževski vrh, majd a Vinodolska dolina, a Pleteni, a Luka Krmpotska, Alan és Krivi Put felett, mindig körülbelül 700 méteres magasságban húzódik. A határt egyértelműen jelzi az átmenet a puszta partvidékről az erdős hegyvidékre. Keleten Gorski Kotar határa az Ogulin-Plašćanska völgy érintésével  Severin na Kupitól Krpelj felé tart, Ogulinsko polje megkerülésével Hreljin Ogulinski, majd a Klek és a Modruški zagorje lejtőin át Modrusig tart. A délkeleti határ egy széles átmeneti terület, mely magában foglalja a Rudolfinska és a Jozefinska út közötti területet. Ezeket a területeket Drežnički vagy Kapelski krajnak hívjuk. Ennek a területnek a fő jellemzője a magas erdőkkel benőtt karszt.

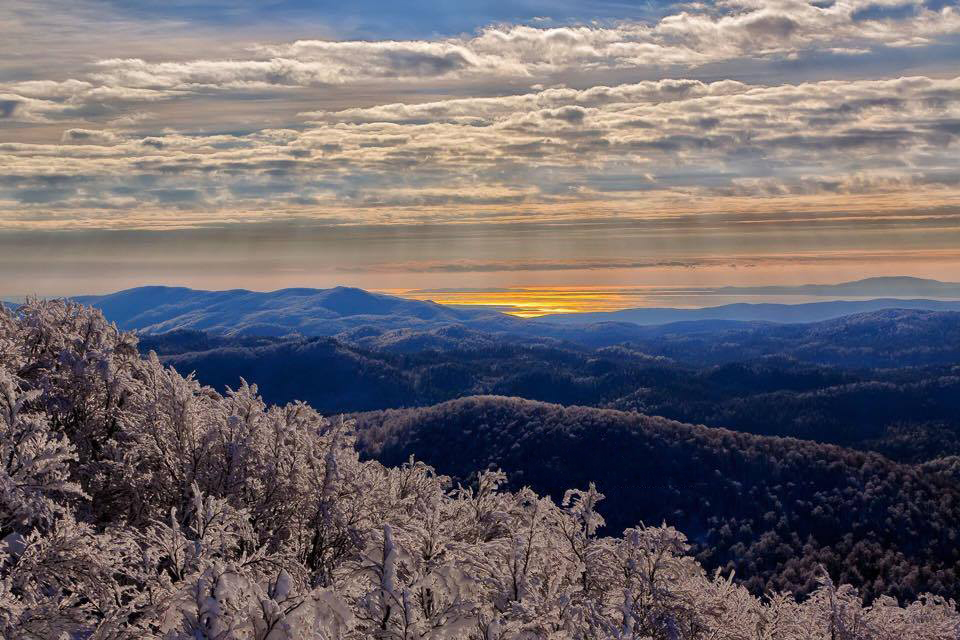
Látkép a Bjelolasicáról

A Gorski kotar területe 1275 négyzetkilométert, Tengermellék-Hegyvidék megye területének egyharmadát teszi ki. Gorski kotar három városból (Čabar, Delnice és Vrbovsko) és hat községből (Brod Moravice, Fužine, Lokve, Mrkopalj, Ravna Gora és Skrad) áll. A Gorski kotar a mérsékelt égöv közepén helyezkedik el, középső részén keresztül halad át a 45. szélességi fok. Az átlagos tengerszint feletti 700-900 méter, amelyet egy sor karsztmező és a Kulpa folyó völgye szel át. Legnagyobb része hegyvidék, melynek legjelentősebb csúcsai a Bjelolasica (1533 méter), a Risnjak (1528 méter) és a Snježnik (1506 méter).

## Éghajlata
A Gorski kotar éghajlata általában kontinentális, de a legmagasabb részek (1500 m felett) éghajlata hegyvidéki, azaz szubalpin típusú. A tengerparti alsó területeken mérsékelten meleg, párás éghajlat uralkodik forró nyárral, amely leginkább csapadékmennyiségében különbözik a mediterrán éghajlattól, A csapadék valamivel több, és egész évben egyenletesebb eloszlású, bár a nyarak itt is meglehetősen szárazak. A Kvarner-Liburn-parton kívül Isztria tengerparti részein és Dalmácia belsejében ilyen az éghajlat. A legtöbb eső az év hideg felében esik, amikor gyakran előfordul a hó és köd is. A Gorski kotar Horvátország legcsapadékosabb része. Különleges problémát jelentenek a savas esők, melyek a nyugati áramlatok által Nyugat-Európából érkeznek.

## Története
A régészeti leletek tanúsága szerint területe ősidők óta lakott. Lokve község területén, a Bukovac-barlangban felső paleolitikumban élt őskori ember nyomait, valamint számos olyan maradványt (például barlangi medvék és párducok) találtak, amelyek régen éltek ezen a területen.

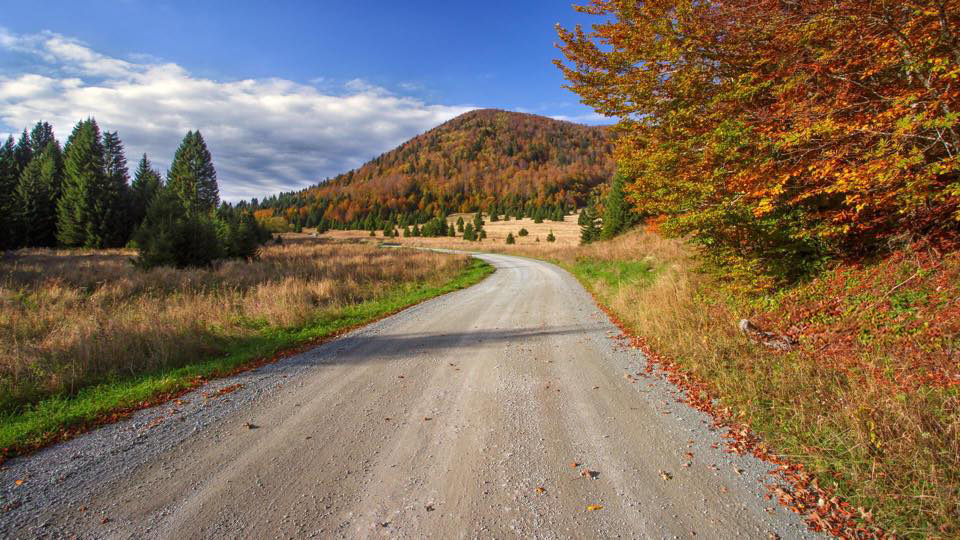
Vidéki út Mrkopalj közelében

Az első név szerint ismert emberi népcsoport, amely itt megtelepedett az illírek egyik törzse a japodok voltak. A japodok a késő bronzkortól a vaskor végéig lakták ezt a vidéket. Itt volt a japodok településterületének nyugati határa, míg a keleti határ az Unáig ért. 
A kisebb japod falvakon kívül nagyobb települések és városok az ókorban nem ismertek, mert a római időkben a főutak elkerülték Gorski Kotar hatalmas erdőit. Gorski kotar első ismert földrajzi nevei az ókori görögöktől származnak. Ismert, hogy a Kulpa folyó neve „Kôlapis potamos”, a Kapela hegységé „Alphion oros”, a Bitoraj-Viševica neve pedig „Hytmethos oros” volt. A római időkből ismertek a Kulpa (Colapis), a Dobra (Polanus), a Kapela (Alpes Albiae), a Risnjak és Snježnik (Mons Venas) és a Bitoraj-Viševica (Mons Lacinius) ókori latin nevei.
Jelentős változások kezdődtek a nagy népvándorlással, a keleti és északi barbár betöréseivel, különösen a 4. századtól kezdve. Tanúi ezeknek az időknek limes megerősített falainak maradványai, amely a tengernél fekvő Tarsaticától a Grobničko poljén át a Gorski kotari Prezidig húzódik. A Nyugatrómai Birodalom összeomlása után az 5. században Gorski Kotar urai a longobárdok, a frankok majd a Bizánci Birodalom voltak. A 7. században a horvátok ősei telepedtek le ezeken a területeken. A Gorski kotaron belüli jelentősebb települések első ismert nevei csak a középkor óta, a horvátok letelepedése utáni időszakból ismertek. A horvát uralom a 9. század elején még csak Grobnikig és a Rječináig terjedt és csak I. Trpimir (848-863) és Tomiszláv uralkodása között terjedt tovább a horvát uralom a Kelet-Isztria felé Rašáig. Ezután átmenetileg kikerült a horvát ellenőrzés alól, majd I. István idején ismét visszakerült, ám Zvonimir király idejében velencei uralom alá került. Így a nyugati határ ismét a Grobnik-Rječina vonal lett.

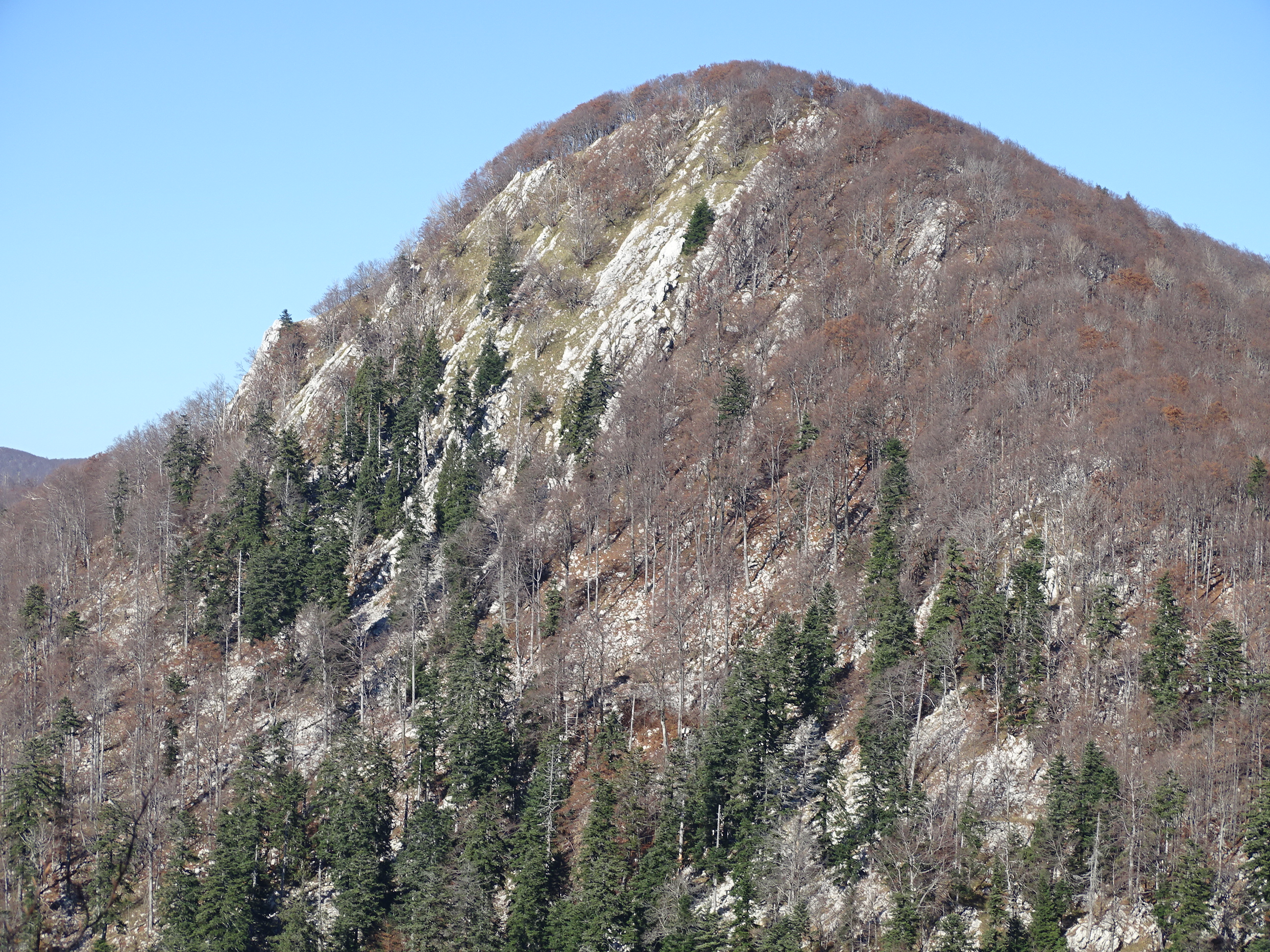
A Grleš-hegy

A Gorski kotar betelepítése intenzívebben, bizonyos politikai és gazdasági tervek alapján csak a 13. század második felében kezdődött. A török inváziók után, a 15. század végén, a Frangepánok a déli részekről a török hódítás előtt intenzívebben telepítették be ezt a területet egy új, a török hódítók elől menekülő lakossággal. A Frangepánok később gazdasági és kulturális tevékenységüket fejlesztve kiterjesztették birtokaikat Carniola határáig. Az első településeket a mai Gorski kotar térségében 1481-ben említik, amikor a zágrábi királyi bíróság Frangepan István grófot arra kérte, hogy Lukovdol, Brod, Moravice, Vrbovsko, Delnice, Lokve stb. településeken tartsa tiszteletben a zágrábi kereskedők kiváltságait. A Kulpa átkelőjénél való kedvező elhelyezkedésének köszönhetően Brod végül egy tágas birtok központjává vált.
A 16. században a Frangepánokat Zrínyiek követték, akik a Vinodolon át erősítették a kereskedelmi kapcsolatokat Horvátország más részeivel, valamint Szlovéniával és Magyarországgal. Abban az időben kezdett kitűnni jelentősége szempontjából Čabar, amely később különálló uradalom lett. Gorski kotar a Zrínyi grófok birtokában maradt egészen a család hatalmának 1670-es összeomlásáig. A Gorski kotar gazdasági fejlődésének legfontosabb időszaka az útépítések kezdete volt. Amikor 1726-ban megkezdték a Karolina út építését, meghatározták nemcsak e területek, hanem egész Horvátország jövőbeli orientációját. A III. Károlyról elnevezett Karolina út nehéz és lakatlan terepeken, elhagyatott szorosokon és völgyeken haladt át, magas hegyekre kúszott fel és haladt el ott, ahol zord és hosszú a tél. Egy ilyen út karbantartása nem volt lehetséges. Bár a Karolina út nem teljesítette maradéktalanul fő célját, új lendületet adott Gorski kotar gazdasági újjáéledésének és fokozatosan Horvátország egyik legfontosabb közlekedési útvonalává formálta. 1803-ban megkezdődött a Lujziana út építése, amely még ma is nagyobb változások nélkül szolgálja az időközben motorizált forgalmat és összeköti a településeket Károlyvárostól Fiuméig, és a múltban létfontosságú volt Gorski kotar és Tengermellék számára.

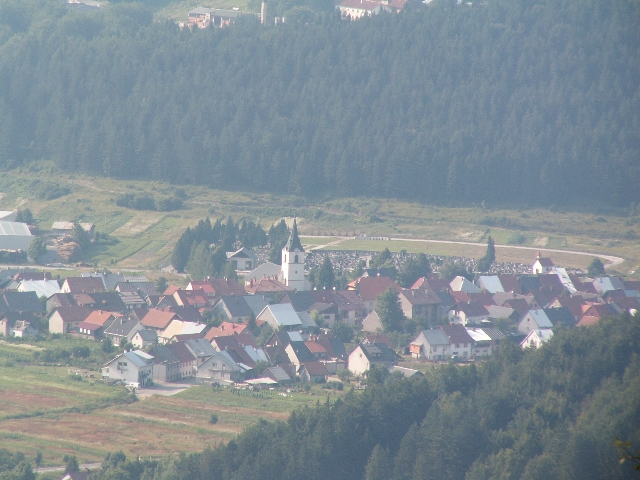
Delnice látképe

A 19. század közepén Gorski Kotaron át vasutat építettek annak érdekében, hogy az akkori Fiumét összekapcsolják Budapesttel. Mindez kedvezőbb feltételeket teremtett az új beruházások ösztönzésére Gorski kotarban, de nem volt elégséges demográfiai és gazdasági fejlődéséhez, így ennek a következményei a 20. században is érezhetők voltak. A térség közelmúltbeli történelmében új lehetőségeket kínált a gazdasági fejlődés számára a modern Zágráb – Fiume autópálya megépítése.

## Vizei
A Gorski Kotar legnagyobb folyói északkeleten folynak: a Kulpa felső folyása, mellékize a Čabranka, a Dobra felső folyása, míg délnyugaton csak kisebb folyók és víznyelők vannak.
A Kulpa, melynek felső és középső folyása háromötöd részben határt képez Horvátország és Szlovénia között, felső szakaszának csak egyharmada folyik át a Gorski kotar területén. A Kupa egy sötétzöld karszt-tóból fakad a Gorski kotar területén fekvő Risnjak Nemzeti Parkban. Körülbelül 100 méter után jobbról az időszakos Krašićevica-patak vizét kapja, majd balról az időszakos Sušica vizét veszi fel. Ezután északkeletre, majd északra fordul. A forrás alatti szakaszon a Kupla gyors folyó, de néhány kilométer után megnyugszik és nyugodt folyam lesz, amelyet számos mesterséges vízesés is gátol. Ezeket régen vizimalmok és fűrészmalmok hajtására használták. A határfolyóvá bal oldali mellékfolyójának a Čabrankának a torkolatánál válik. Felső szakaszán a Kulpa egy mély erdős kanyonon halad át. Egyes helyeken a kanyon kiszélesedik, ezért itt termékeny mezők alakultak ki. A következő nagyobb folyó, amely a Kupába ömlik, a Szlovénia északi részén található Lahinja. Ozaly közelében Kulpa a sík vidékre lép. Ezután eléri Károlyvárost, ahol jobbról beleömlik a Dobra folyó, és nem sokkal később a Korana, amely már magában hordozza Mrežnica vizét is. Később Sziszeknél ömlik a Szávába. Teljes hossza 296 km. A Kupa folyó forrásának minimális hozama 1,2 m3/s, a maximuma pedig 144 m3/s. Éves átlagban 283 m3/s vizet juttat a Száva folyóba.

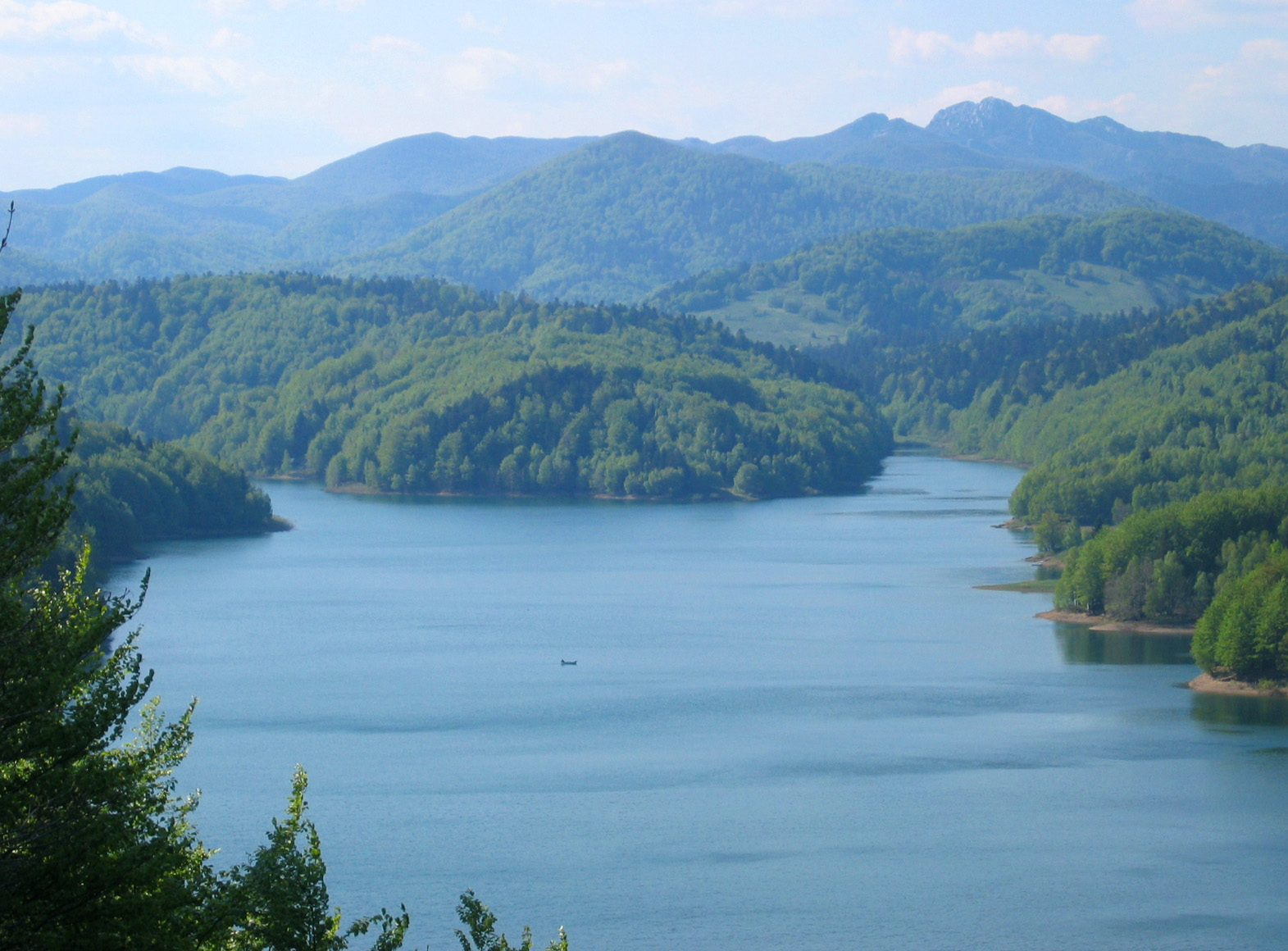
A Lokvari-tó

A Čabranka egy rövidebb határfolyó Horvátország és Szlovénia között. A Kulpa első bal oldali mellékfolyója. 17,5 km hosszú és Čabar közelében fakad az Obrh-hegy alatt, 546 méteres tengerszint feletti magasságban. A legfontosabb kisebb mellékfolyói, a Sušica, a Tršćanka és a Mandli-patak. 287 m-es magasságban, Osilnica közelében ömlik a Kulpába. Čabranka egy tiszta hegyi folyó, amelynek természeti szépsége és a sporthorgászat (pisztráng) miatt van nagy jelentősége.
A Dobra a Kulpa jobb oldali mellékfolyója. Két forrásból fakad Skrad és a Bukovo vrh közelében. Hossza 104 km, a vízgyűjtő területe 900 km². A felső szakaszán a forrástól Ogulin városáig a Gorski kotaron folyik át, az alsó szakaszon pedig a Kordun-karszt északnyugati pereme mentén folyik, és a Károlyváros feletti Mahično falu közelében ömlik a Kulpába. A folyó Ogulinnál, a Đulin szakadékban tűnik el Horvátország leghosszabb barlangrendszerében, hogy néhány kilométerrel arrébb kerüljön a felszínre. A folyó ichthyo- és ornithofaunában rendkívül gazdag. A Dobra felső és alsó folyása is gazdag halfajokban. A sebes és kaliforniai pisztráng, a pénzes pér, a fejes domolykó, a márna, a szélhajtó küsz, a ponty és a compó mind honosak a Dobra felső részén, az Alsó-Dobra pedig azon kevés horvát folyók egyike, ahol még mindig megtalálható a dunai galóca, a csuka, a fejes domolykó, a fedőhal és a márna. A Dobrának két olyan malma van, amelyek még mindig működnek, rajtuk kívül a Gojak és a Lešće vízerőművek működnek rajta.

## Növényvilág
A növényzet szempontjából a terület fő jellemzői a buja erdők, amelyeknek a magassága az éghajlati viszonyok és a hegységek magasságának változásának következménye. Gorski kotarban három különálló vegetációs zónát lehet megkülönböztetni: a bükkösök övezete, a kocsánytalan tölgy- és gyertyánerdők övezete, valamint a hegyi borókafenyők övezete. A legelterjedtebb erdők a bükk- és fenyőerdő.